# آقية
الآقِيَة (بالإنجليزية: Ackee)‏ هي فاكهة استوائية يعود أصلها إلى أفريقيا الغربية وبالأخص إلى دول الكاميرون، غابون، بوركينا فاسو، غانا، مالي، نيجيريا، سيراليون والتوغو.
ترتبط فاكهة الأكي بفاكهتي الليتشي واللونجان الاستوائيتين، حيث أن شجرتها دائمة الخضرة ويبلغ طولها تقريباً العشرة أمتار.

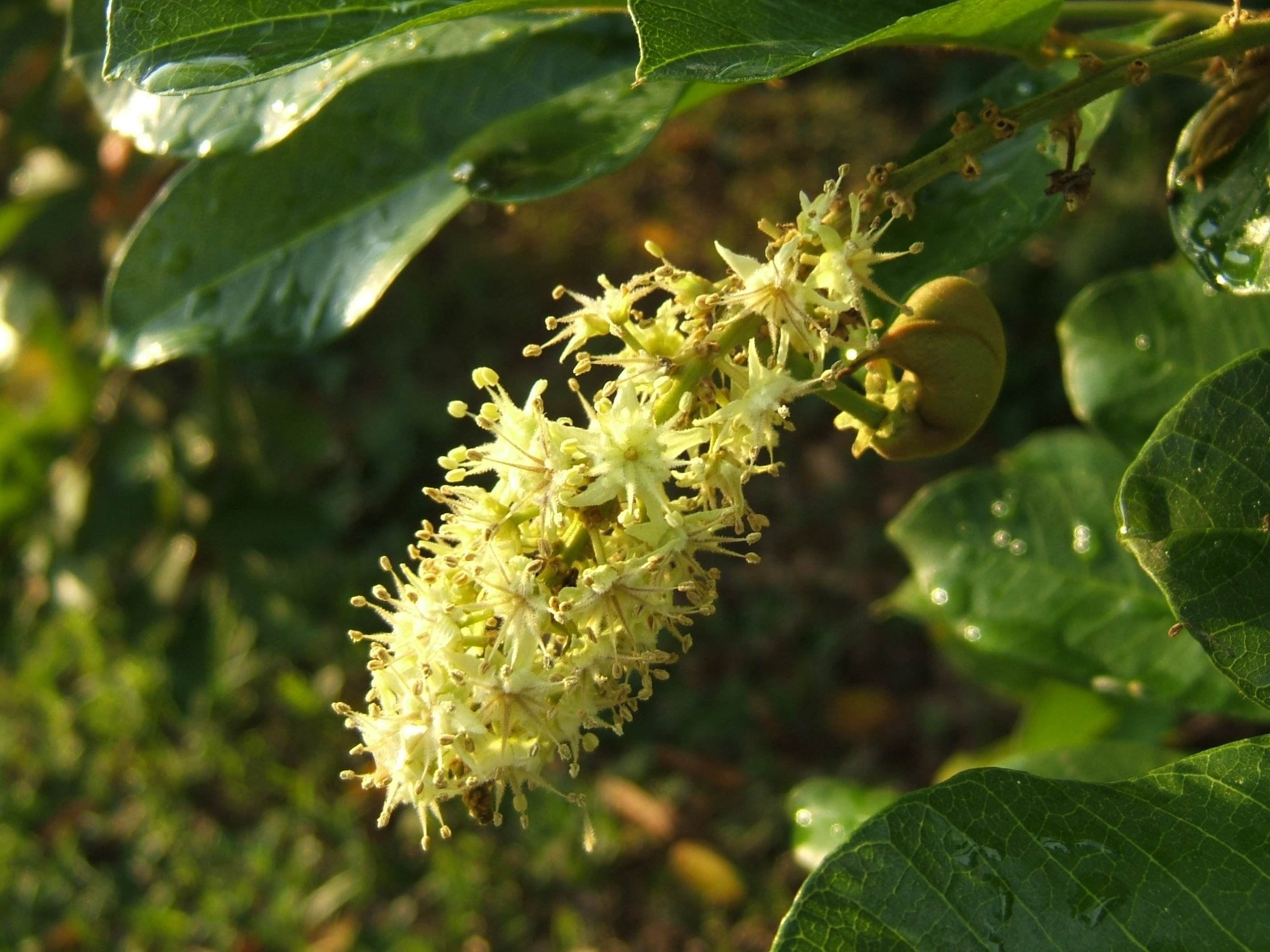
زهرة الأكي

## الزراعة والاستعمالات
رغم أن الموطن الأصلي لفاكهة الأكي هو أفريقيا الغربية، إلا أن الاستعمال والاستهلاك الأكثر لها هو في المطبخ الجامايكي.
الأكي هي الفاكهة الوطنية في جامايكا، والأكي والسمك المملح هو الطبق الوطني هناك.
الزيت النباتي للأكي يحتوي على الكثير من العناصر الغذائية المهمة وخصوصاً الأحماض المشبعة الموجودة في الفواكه. ويعتبر زيت الأكي مساهماً رئيسياً في نظام الحمية الغذائية للعديد من الجامايكيين.

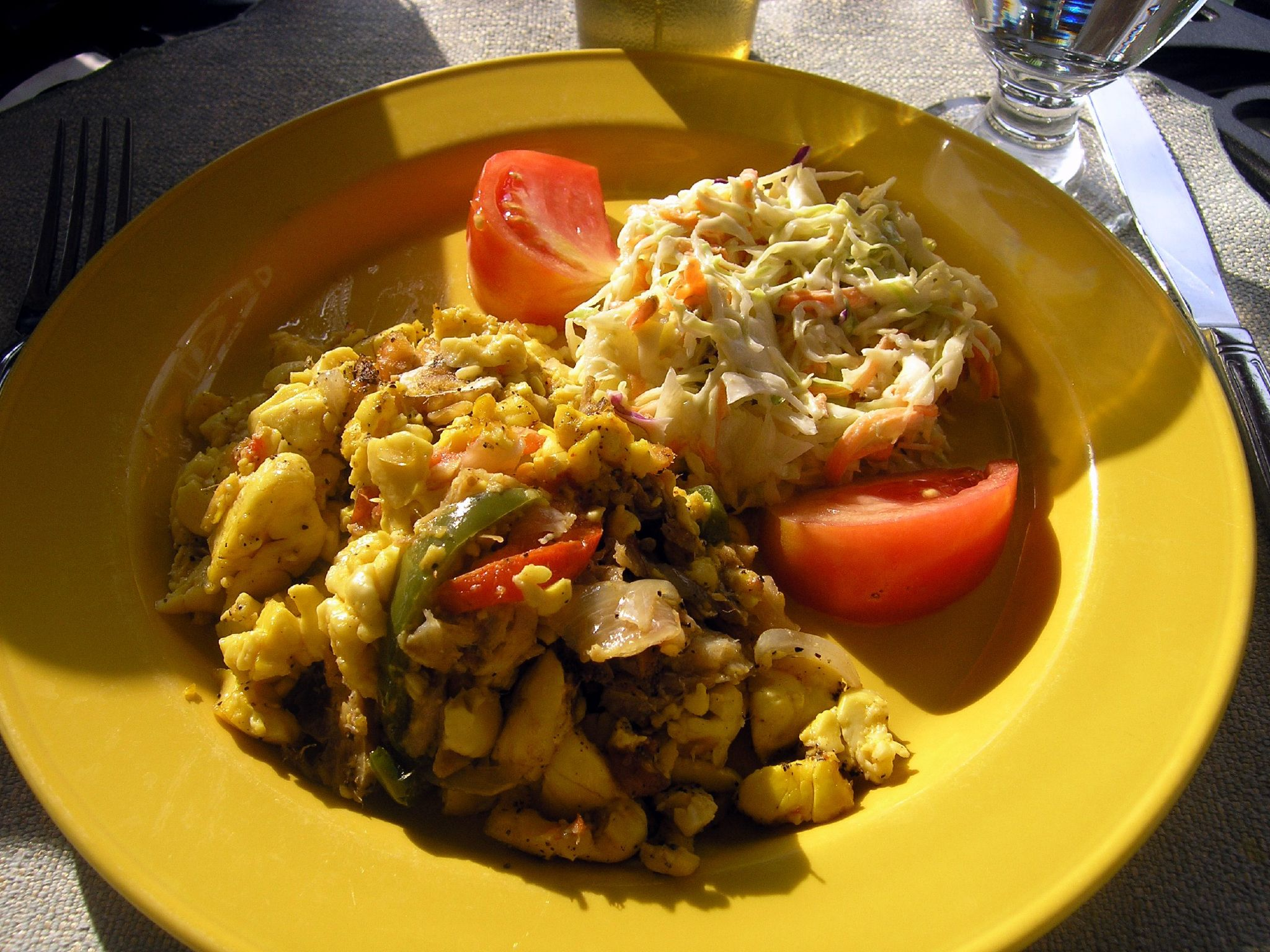
الأكي والسمك المملح (طبق جامايكي تقليدي)

## معرض صور

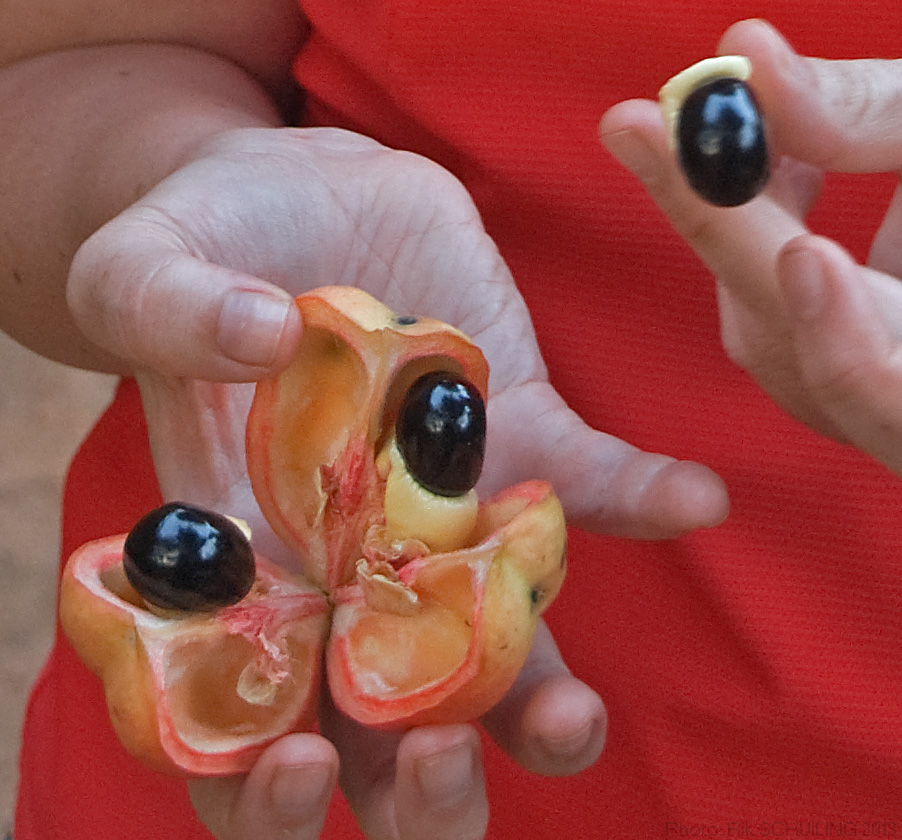
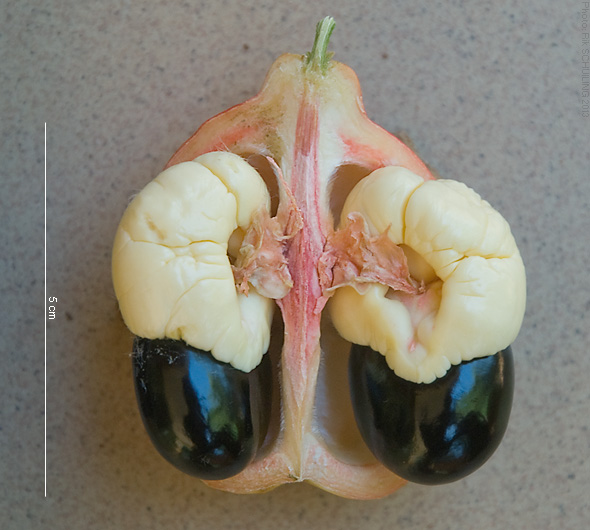
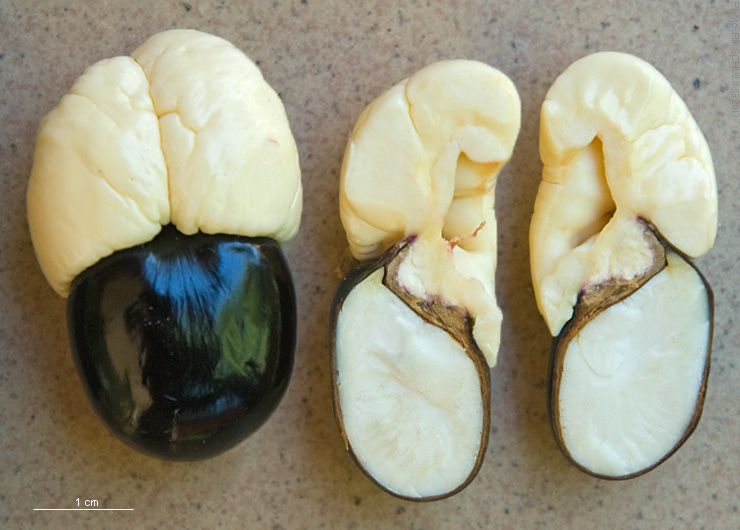
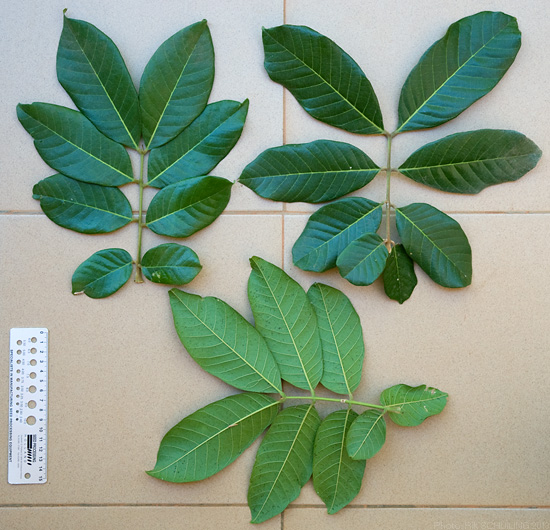

## وصلات خارجية
- فاكهة الأكي
- قاموس الهند الغربية: موضحاً نوعين من فاكهة الأكي في منطقة الكاريبي.
- فواكه المناطق الدافئة
- وصفات لتحضير الأكي والسمك المملح في جامايكا